# Tor Arne Hetland
Tor Arne Hetland, född 12 januari 1974, är en norsk längdåkare som tillsammans med Jens Arne Svartedal tog silver i herrarnas sprintstafett i OS 2006 i Turin.